# Dufvans Margareta
Margareta Matsdotter, är känd som Dufvan, Dufvans Margareta och Dufwans Margete, var en av de åtalade i den berömda häxprocessen i Katarina under det stora oväsendet.
Hon var 21 år gammal, dotter till en trädgårdsmästare och beskrivs som en fattig ung piga från Söder i Stockholm. Hon uppvaktades av en skräddare, som hade gett henne en sidenklänning i gåva. Detta väckte misstankar om att hon utövade trolldom, eftersom folk annars hade svårt att förstå hur en fattig piga annars kunde attrahera sådan rikedom. 
Hon anklagades för att ha deltagit i bortförandet av barn till Blåkulla. Margareta Matsdotter, Agnis Eskilsdotter och Lisbet Carlsdotter påstod bestämt att hon var Agnis Johansdotters medhjälpare. Flera personer vittnade mot henne, bland dem den avrättade Margareta Matsdotter, Myras Agnes och Kerstin i hökarboden. 
Hon utsattes för tortyr och bekände sig skyldig på grund av tortyren, men återtog sin bekännelse när tortyren hade upphört. Hon bekände att Agnis Johansdotter hade fört henne till Blåkulla och lärt henne att trolla och själv börjat föra barn till Blåkulla. Hon bekände också att hon hade gift sig i Blåkulla med en man som tjänade hos en adelsman och som hon uppgav sig ha känt igen då hon tittade ut genom sin cellglugg. Hon sade: ”Jag minns bara vad andra får mig att minnas. Om ingen hade vittnat mot mig, skulle inte heller jag ha erkänt.”
Hennes fall blev föremål för häftig diskussion. Man tog upp att den var framkallad av tortyr och att barnvittnena var otillförlitliga. Coyet ville bekräfta dödsdomen, Noreaus, Rålamb, Leufstadius och slutligen Hjärne ville upphäva den. Chronander ifrågasatte barnvittnen och de medanklagades vittnesmål. Man beslöt att vara skeptisk mot barnvittnesmål. 
Hon och Karin Ambjörnsdotter dömdes båda till döden. Det rådde länge osäkerhet kring Dufvans dom, som gång på gång togs upp till diskussion av trolldomskommissionen, och Erik Noraeus bad att hon skulle friges. Strax därefter upplöstes dock hela häxprocessen sedan barnvittnena hade avslöjats som lögnare under rättegången mot Margareta Remmer 11 september, varpå de kvarvarande åtalade frikändes. När hon fick veta att barnvittnena hade misskrediterats, uppgav hon att aldrig hade varit i Blåkulla och i sin bekännelse enbart hade upprepat de historier hon hade hört. 